# Wuling (Changde)

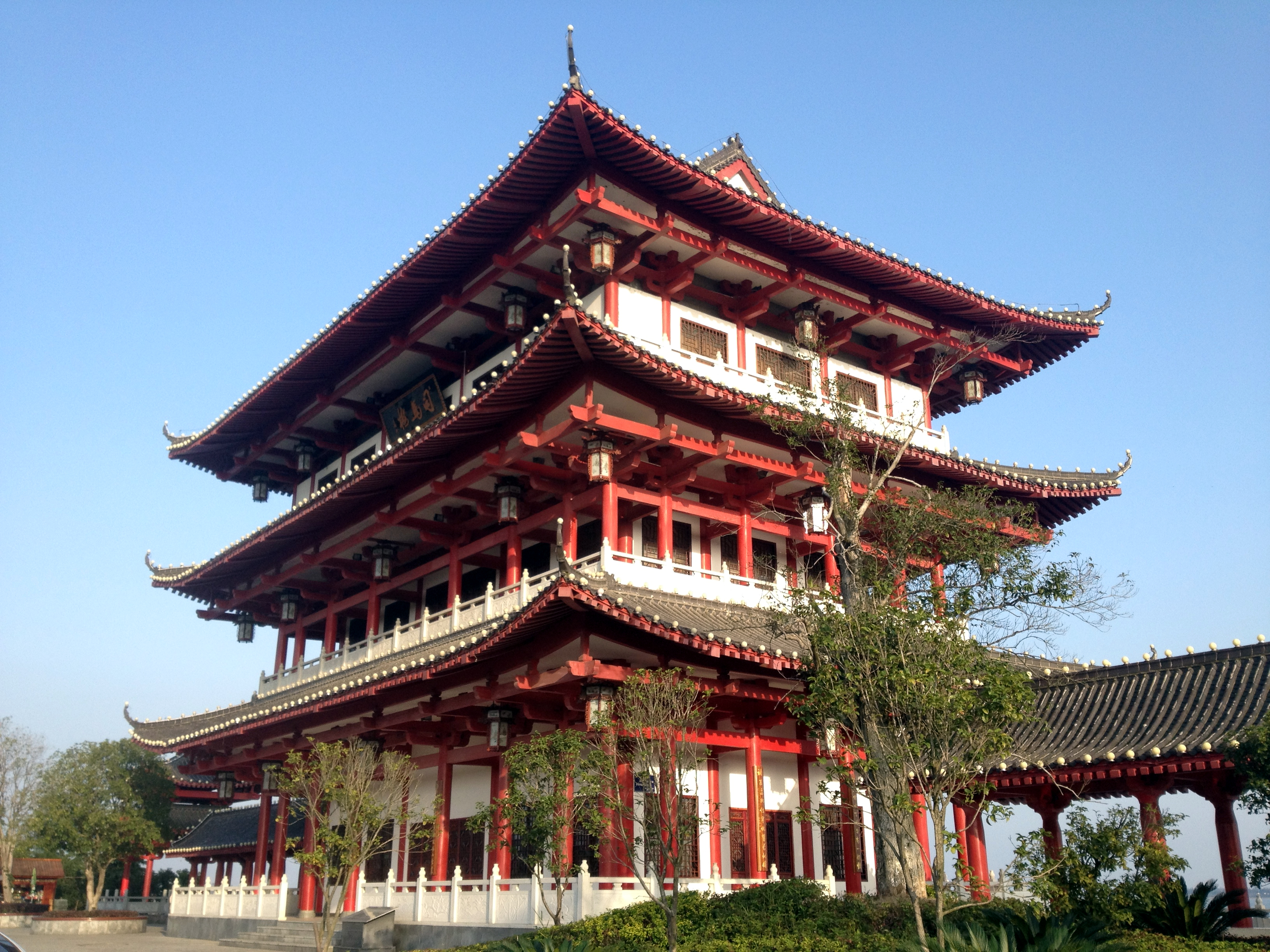
Das Sima Lou am Liuye-See, erbaut in Ehren des Dichters und Beamten Liu Yuxi aus der Tang-Dynastie

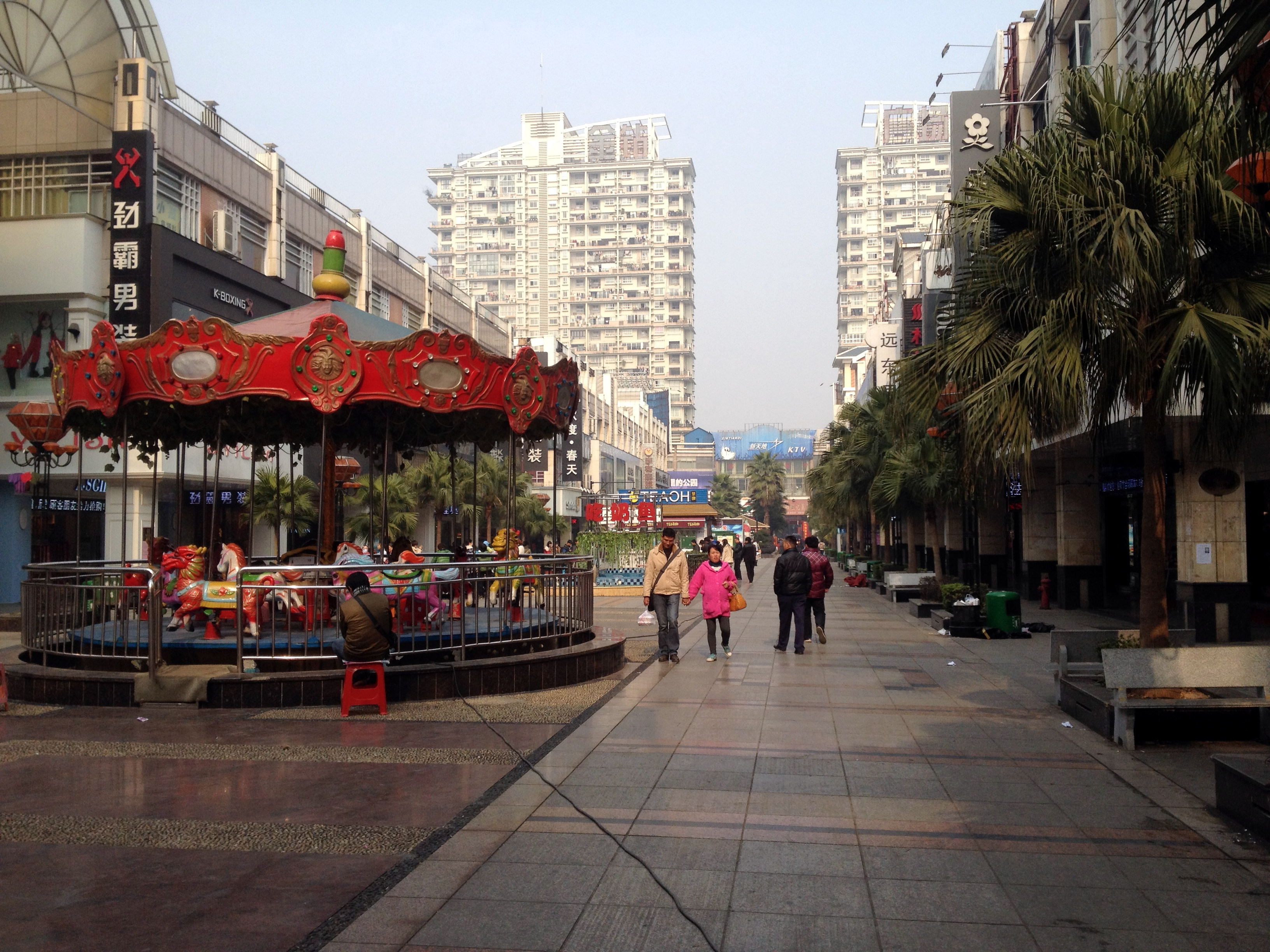
Fußgängerzone Renmin Lu, aufgenommen im Jahre 2013

Der Stadtbezirk Wuling (武陵区,  Wǔlíng Qū) ist ein Stadtbezirk der bezirksfreien Stadt Changde im Norden der chinesischen Provinz Hunan. Er hat eine Fläche von 412 Quadratkilometern, davon etwa 90 Quadratkilometer Stadtgebiet, und hatte bei der Volkszählung 2020 730.970 Einwohner. Er ist Zentrum und Regierungssitz von Changde, dessen nördliches Gebiet er darstellt. Seinen Ursprung führt man auf Zhang Ruo zurück, der vor 2200 Jahren der Kommandantur Shu vorstand und eine Stadt namens Zhangruo Cheng gründete.

## Geographie
Wuling liegt am Unterlauf des Yuan-Flusses und in der subtropischen Klimazone. Die Jahresdurchschnittstemperaturen liegen zwischen 16,5 °C und 17,5 °C, der jährliche Niederschlag bei etwa 1400 mm. Die relative Luftfeuchtigkeit liegt zwischen 68 % und 89 %. Im Winterhalbjahr weht der Wind tendenziell aus Norden, im Sommerhalbjahr tendenziell aus südlicher Richtung.
Das Relief ist eben bis hügelig, die höchsten Erhebungen befinden sich mit dem Hefu-Berg im Westen des Bezirksgebietes. Er liegt westlich des Dongting-Sees, wobei die wichtigsten Gewässer auf dem Territorium des Stadtbezirkes der Baima-See, Liuye-See, der Chuanzi-Fluss, Sanlü-Fluss und der Yinyuan-Fluss sind. Ein 17,3 Kilometer langer Kanal umrundet die Stadt und verbindet alle Gewässer miteinander.

## Administrative Gliederung
Auf Gemeindeebene setzt sich der Stadtbezirk seit der Gebietsreform von 2014 aus elf Straßenvierteln, einer Großgemeinde und zwei Gemeinden zusammen. Diese sind:
- Straßenviertel Furong (芙蓉街道)
- Straßenviertel Qiming (启明街道)
- Straßenviertel Fuping (府坪街道)
- Straßenviertel Chuanzihe (穿紫河街道)
- Straßenviertel Zhilan (芷兰街道)
- Straßenviertel Danyang (丹阳街道)
- Straßenviertel Baimahu (白马湖街道)
- Straßenviertel Dongjiang (东江街道)
- Straßenviertel Yong’an (永安街道)
- Straßenviertel Nanpinggang (南坪街道)
- Straßenviertel Changgeng (长庚街道)
- Großgemeinde Hefu (河洑镇)
- Gemeinde Ludishan (芦荻山乡)
- Gemeinde Danzhou (丹洲乡).

## Verkehr
Wuling liegt seit dem Altertum an einem Kreuzungspunkt, wo sich der Handel zwischen Nord- und Südchina sowie Ost- und Westchina trafen. Das Territorium von Wuling wird heute von der Autobahn Changsha–Zhangjiajie und den Nationalstraßen 207 und 319 berührt. Darüber hinaus liegt es an der Bahnstrecke Shimen–Changsha. Die im Bau befindliche Schnellfahrstrecke Chongqing–Changde wird die Fahrzeit nach Chongqing auf zwei Stunden verkürzen. Der nächstgelegene Flughafen ist der Flughafen Changde Taohuayuan, er bietet Verbindungen in die wichtigsten chinesischen Städte an.